# أموكوكاديس

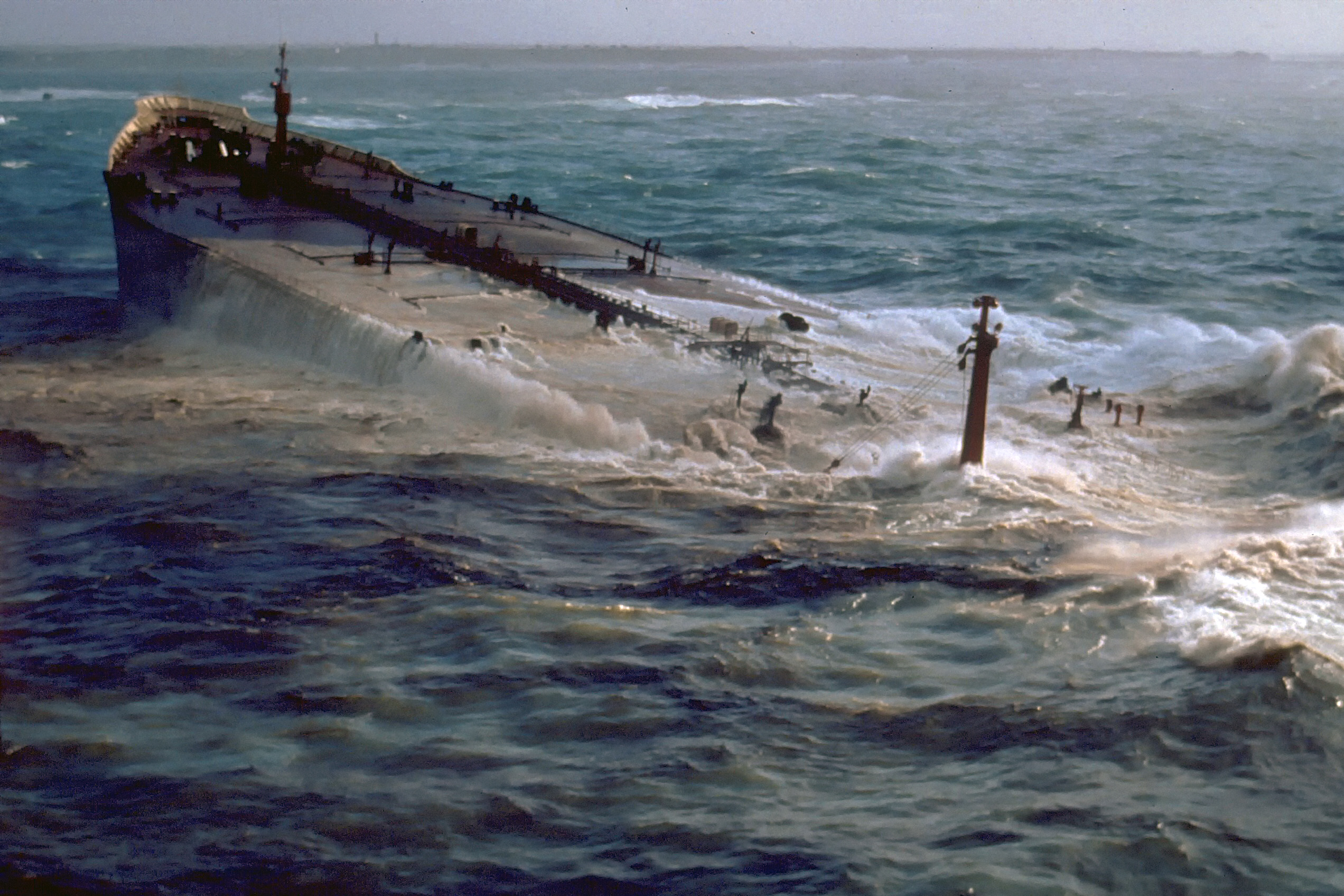
غرق الناقلة أموكوكاديس

أموكوكاديس هي ناقلة نفط اصطدمت في 17 مارس 1978 بصخور عرض شاطئ portsall شمال غرب فرنسا فتدفق عنها ما يزيد عن 223000 طن من النفط انتشر مباشرة على سطح البحر في شكل بقعة انتشرت على مساحات شاسعة في المحيط الأطلسي المجاور (مد أسود).
بعد اسبوعين عن الحادثة تبين انها قضت على 1500 طائر و25% تقريبا من المحار وعدد هائل من الأسماك التي رمت بها الأمواج على الشاطئ وكمية كبيرة من الطحالب.